# When He Sees
When He Sees è un cortometraggio muto del 1913 diretto da Bertram Bracken.

## Produzione
Il film fu prodotto dalla Lubin Manufacturing Company.

## Distribuzione
Distribuito dalla General Film Company, il film - un cortometraggio in una bobina - uscì nelle sale USA il 16 dicembre 1913.